# ÖBB 1042/1142
Die Lokomotiven der Reihen 1042 und 1142 der Österreichischen Bundesbahnen (ÖBB) sind vierachsige elektrische Universallokomotiven, die von 1963 bis 1977 von SGP gebaut wurden. Die Reihe 1142 ging in den 1990er Jahren aus einem Umbau aller Loks ab der Maschine 1042.531 hervor. Sie waren über Jahrzehnte eine wichtige Stütze des elektrischen Bahnbetriebes der ÖBB.

## Geschichte

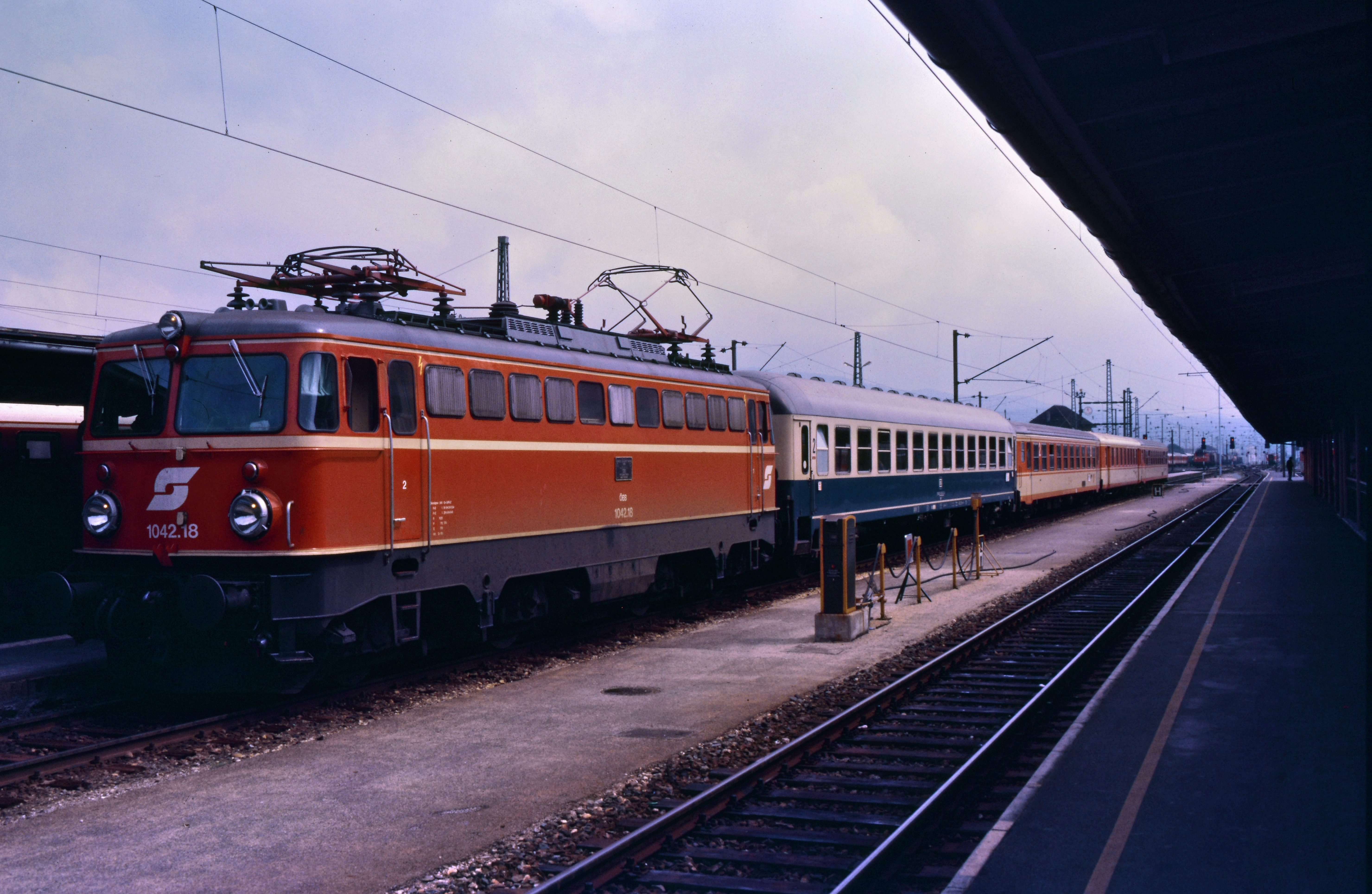
1042 018 mit Scherenstromabnehmern

In den 1950er Jahren war die Elektrifizierung des österreichischen Streckennetzes schon weit fortgeschritten. Die ÖBB benötigten besonders für die Südbahn, einschließlich der Rampenstrecke über den Semmering, neue und leistungsfähigere Lokomotiven. Aufgrund negativer Erfahrungen mit den sechsachsigen Reihen 1010 und 1110 auf kurvenreichen Rampenstrecken wollte man nur mehr vierachsige Maschinen beschaffen.
Die neuen Lokomotiven, für die die Reihenbezeichnung 1042 vorgesehen war, sollten eine Höchstgeschwindigkeit von 130 km/h erreichen. Die aufzubringende Stundenleistung betrug rund 3500 kW.
In den Jahren 1963 bis 1977 wurden insgesamt 258 Lokomotiven von SGP Floridsdorf und Graz an die ÖBB geliefert, deren einzelne Serien sich im Detail voneinander unterschieden. Wegen gestiegener Anforderungen im Schnellzugbetrieb wurde die Höchstgeschwindigkeit ab der 1042.501 auf 150 km/h erhöht.
Die ersten 79 Lokomotiven wurden in grüner Farbgebung geliefert, die übrigen Lokomotiven in blutorange. Einige der erstgelieferten 1042.531 ff waren anfangs versuchsweise karminrot und feuerrot. Die grünen Lokomotiven hatten in Kastenmitte ein umlaufendes aufgeschraubtes Alu-Profil 8später durch eine resedagrüne Zierlinie ersetzt, die roten Lokomotiven aufgemalte Zierlinien. Bis 1987 wurden alle Lokomotiven umlackiert in Blutorange, mit Ausnahme der 1042.044 und 507. Die ursprüngliche 1042 574 verunfallte 1971 und wurde gegen eine Zweitbesetzung ersetzt. Das Wrack der Erstbesetzung wurde in Wörth als Lehrmodell ausgestellt (als 1042.531 angeschrieben).

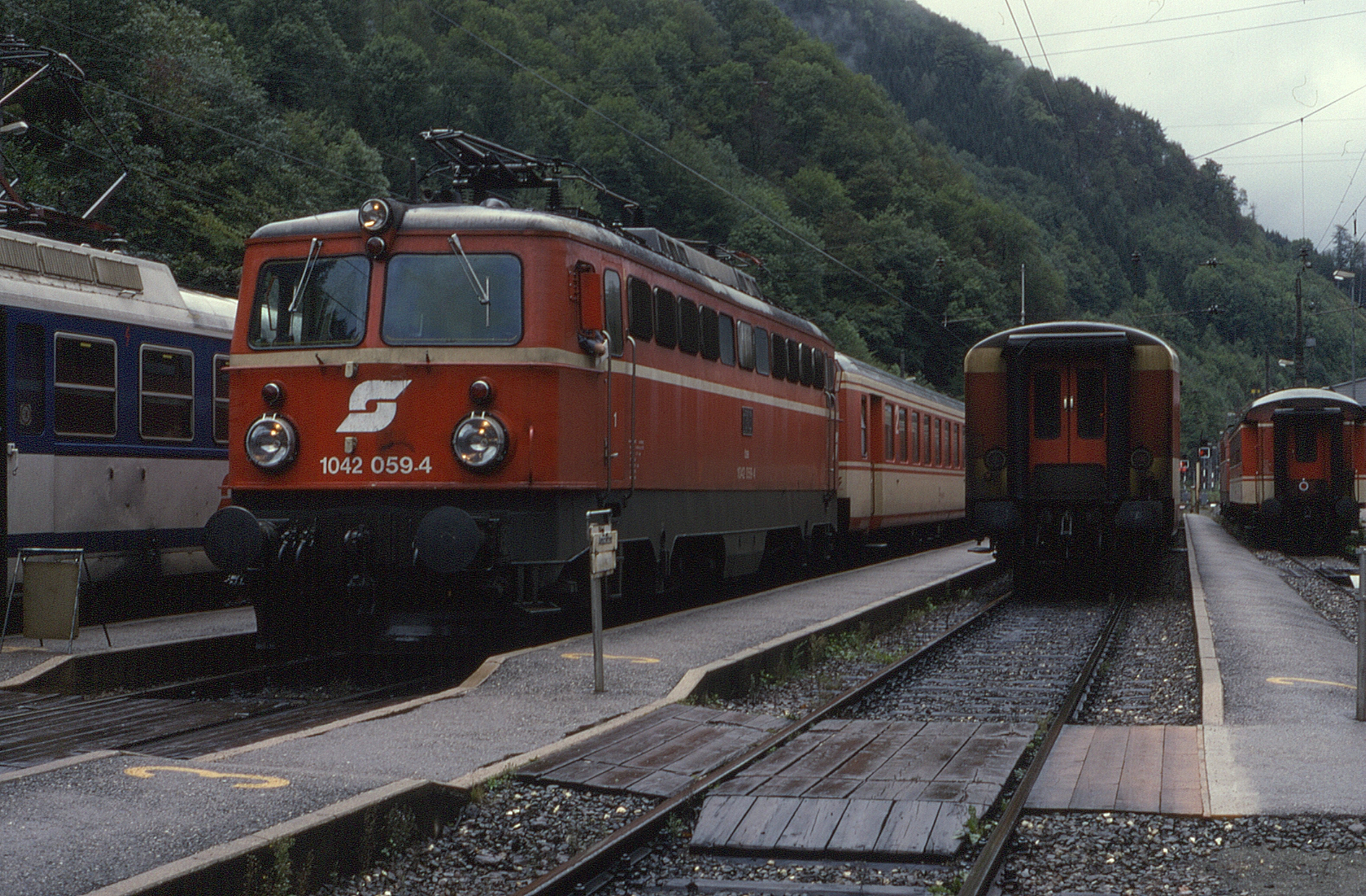
1042 059 im Bahnhof Kleinreifling (September 1994)

Die Reihe war ursprünglich als Universallokomotive konzipiert und wurde im Laufe ihrer Einsatzjahre sowohl vor Nah- und Fernverkehrszügen als auch vor Güterzügen eingesetzt. Vor allem der Vorspann- und Nachschiebebetrieb am Semmering sowie der österreichweite Nahverkehr wurde über Jahrzehnte von der Reihe 10/1142 dominiert. Doch auch Fernzüge, vor allem über den Semmering, den Tauern oder auf inneralpinen Zügen (Graz – Linz/Salzburg/Innsbruck), bespannten die Loks lange Zeit regelmäßig. Diese Einsätze wurden im Laufe der Jahre allerdings immer seltener. Anfänglich konnte die 1142 als einzige Lokomotivreihe im Wendezugbetrieb mit CityShuttle-Wagen oder Doppelstock-Wagen eingesetzt werden. Als jedoch mit der Beschaffung der Reihe 4023/4024, der Reihe 1016/1116 und dem Ausrüsten der Reihe 1044 mit Wendezugsteuerung immer weniger Bedarf vorhanden war, nahm der Bestand an Loks der Reihe 1142 um 2010 erstmals deutlich ab. Zu diesem Zeitpunkt standen die Loks der Reihe 1042 ihrem Ende bereits unmittelbar bevor.
Ab 2013 nahm der Einsatzbestand der Reihe 1142 aufgrund des zusätzlichen Bedarfs an Lokomotiven wieder zu. Einige 1116-Lokomotiven wurden für die neu geschaffenen Verkehre in Osteuropa benötigt. Um den Lokmangel im Inland befriedigen zu können, wurden einige bereits abgestellte Lokomotiven der Reihe 1142 in den Betriebsstand zurückgeholt. Bis 2015 stieg die Zahl an einsatzfähigen Maschinen dadurch wieder auf 65 an.
Durch die Beschaffung der Reihen 4744 und 4746 nahm die Anzahl an aktiven 1142 über die Jahre wieder stark ab.
Im Jahr 2019 waren die Lokomotiven der Reihe noch im Raum Wien, Linz und Graz häufiger vor S-Bahn- und Regionalzügen sowie im innerösterreichischen IC-Verkehr und vor allem im Güterverkehr anzutreffen. Im März 2020 wurden aufgrund der Corona-Krise und des daraus resultierenden Verkehrsrückgangs weitere sechs Lokomotiven abgestellt. Aufgrund der ersten großen Abstellwelle der Reihe 1144 Ende 2020 wurden alle mit vertretbarem Aufwand zu reparierenden Lokomotiven (ohne Teilausbesserung) wieder reaktiviert. Waren im Sommer 2020 nur mehr rund 15 Lokomotiven tauglich, so konnte man zu Jahresbeginn 2021 rund 25 Stück in Dienst beobachten. Die laufende Auslieferung der ÖBB 1293 sorgte dafür, dass Ende 2023 nur noch zehn in Betrieb befindliche Maschinen unterwegs waren.

## Technische Ausführung
Die Reihe 1042 kann als rein österreichische Entwicklung gesehen werden. Laufwerk, Rahmen sowie Dachaufbauten stellen eine Weiterentwicklung der österreichischen 1046 dar. Als Antrieb wurde der bei der 1141 bewährte Siemens-Gummiring-Federantrieb etwas abgeändert, die Federelemente wurden hinter den gewölbten Boxpok-Radscheiben verlegt. Die elektrische Ausrüstung entwickelten ELIN, BBC und Siemens, die sich in der Arge BES unter Federführung der ELIN organisierten. Den mechanischen Teil konstruierten SGP Floridsdorf. Bis 1042.540 wurden die Maschinen in Floridsdorf, alle weiteren im Werk Graz gebaut.

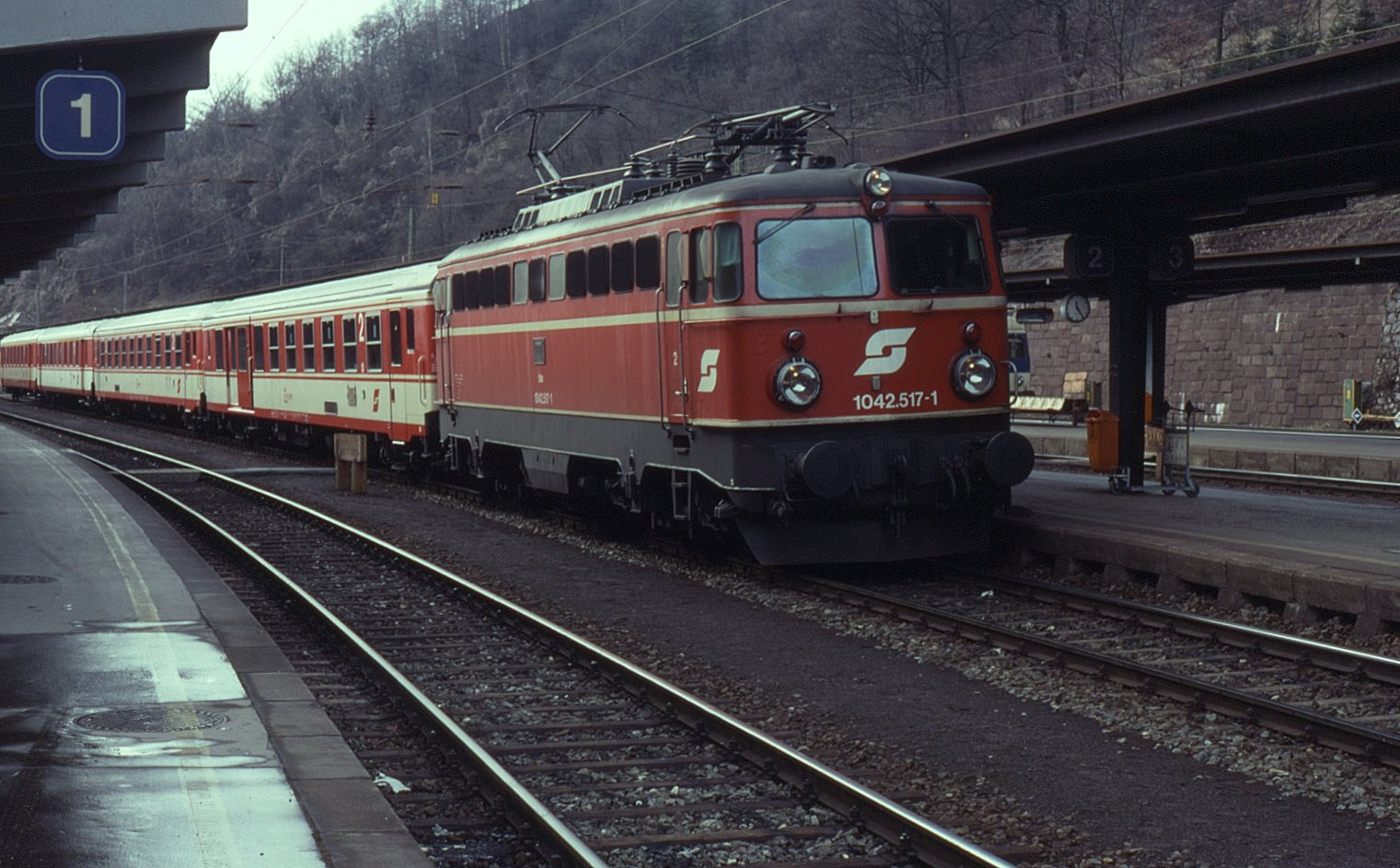
1042 517 gehörte zu den ersten Maschinen mit Höchstgeschwindigkeit 150 km/h aber noch mit Mitsch-E-Bremse (Leoben Hbf, 1992)

Angetrieben werden die Lokomotiven von vier Reihenschluss-Kollektor-Fahrmotoren, welche auf Plänen von Robert Stix beruhen. Das von ELIN entwickelte Hochspannungs-Stufenschaltwerk (Rundwähler mit Haupt- und Nebenbürste sowie „Wender“) regelt die Spannung der Motoren. Durch die 34 anwählbaren Fahrstufen ist ein besonders weiches Anfahren der Lokomotive möglich. Die elektrische Bremse stellte ebenfalls eine österreichische Neukonstruktion dar: Sie war anfangs eine kombinierte Nutz- und Wechselstrom-Widerstandsbremse der Bauart Mitsch, deren Bremskraft mehr als die halbe Stundenzugkraft der Lokomotive erreicht.

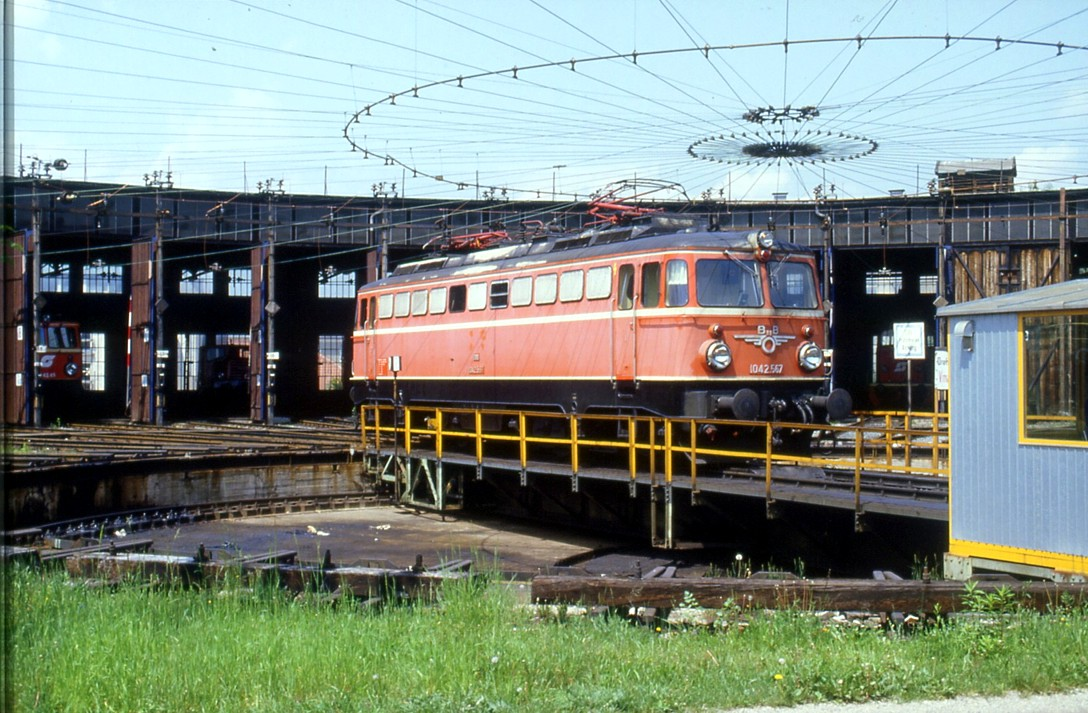
1042 567 präsentiert sich auf der Drehscheibe der Zf. Salzburg

Die Lokomotiven ab 1042.531 erhielten eine thyristorgesteuerte BBC-Widerstandsbremse (fremderregte Gleichstrom Hochleistungswiderstands E-Bremse). Dafür war eine Verlängerung des Dachaufbaus erforderlich.
Die ersten 30 Lokomotiven erhielten Scherenstromabnehmer Bauart V, 1974 wurden 1042.20 bis 30 auf Einholmstromabnehmer Bauart VI umgerüstet. Ab 1042.31 erhielten alle Loks ab Werk Einholmstromabnehmer, wobei das Knie zunächst nach außen, ab 1042.531 aufgrund der durch die Bremswiderstände geänderten Platzverhältnisse am Dach nach innen zeigte.
Der Wagenkasten stützt sich über einen Wiegebalken auf das Drehgestell ab. Der Lokaufbau war mittragend und übernahm mit dem Rahmen die Zug- und Stoßkräfte. An den Drehgestellen wurden massive, auch als Schneeräumpflüge gedachte, Bahnräumer angebracht. Die Zughaken konnten bei einigen Lokomotiven pneumatisch vorgeschoben werden, um das Abkuppeln durch Entlastung zu erleichtern.

## Umbauten und Verbesserungen
Kurz nach der Inbetriebnahme der neuen Lokomotivtype traten bei den Motoren elektrische Überschläge im höheren Geschwindigkeitsbereich auf. Das Problem konnte durch Kollektorbehandlungen und Kohlenwechsel beseitigt werden. Man kam allerdings später zu dem Schluss, eine neue Motortype zu installieren.
Es kamen danach gleich zwei neue Motoren zur Anwendung:
- Ein verbesserter Motor der Ursprungstype, der EM 891
- Der „Gotthardmotor“, eine Schweizer Entwicklung (EM 910)

Umfangreiche Tests mit diesen neuentwickelten Motoren ergaben sehr wertvolle Erkenntnisse, welche für den zukünftigen Motorenbau maßgebend waren. Der neue Motor EM 910 ermöglichte eine Anhebung der Leistung der Lokomotiven von 890 kW auf 1000 kW. So war es möglich, durch ein geändertes Übersetzungsverhältnis eine Höchstgeschwindigkeit von 150 km/h zu erreichen. Ab 1042.531 wurde ein nochmals verbesserter Fahrmotor des Typs EM 1001 verwendet.
Aufgrund der höheren Geschwindigkeiten war die elektrische Bremse dieser Lokomotiven nicht mehr ausreichend, die Maschinen 1042.531–707 erhielten daher eine thyristorgesteuerte Geleichstrom-hochleistungs-Widerstandsbremse.
Anfang der 1990er Jahre wurde begonnen, die Eckfenster der Lokomotiven wegen Nachlieferungsschwierigkeiten und Bedenken bezüglich Durchschlagfestigkeit auszubauen bzw. zu verblechen. Dieser Umbau wird seit 1993 bei Teilausbesserungen bei alle Lokomotiven(ausgenommen 1042.23) vorgenommen.

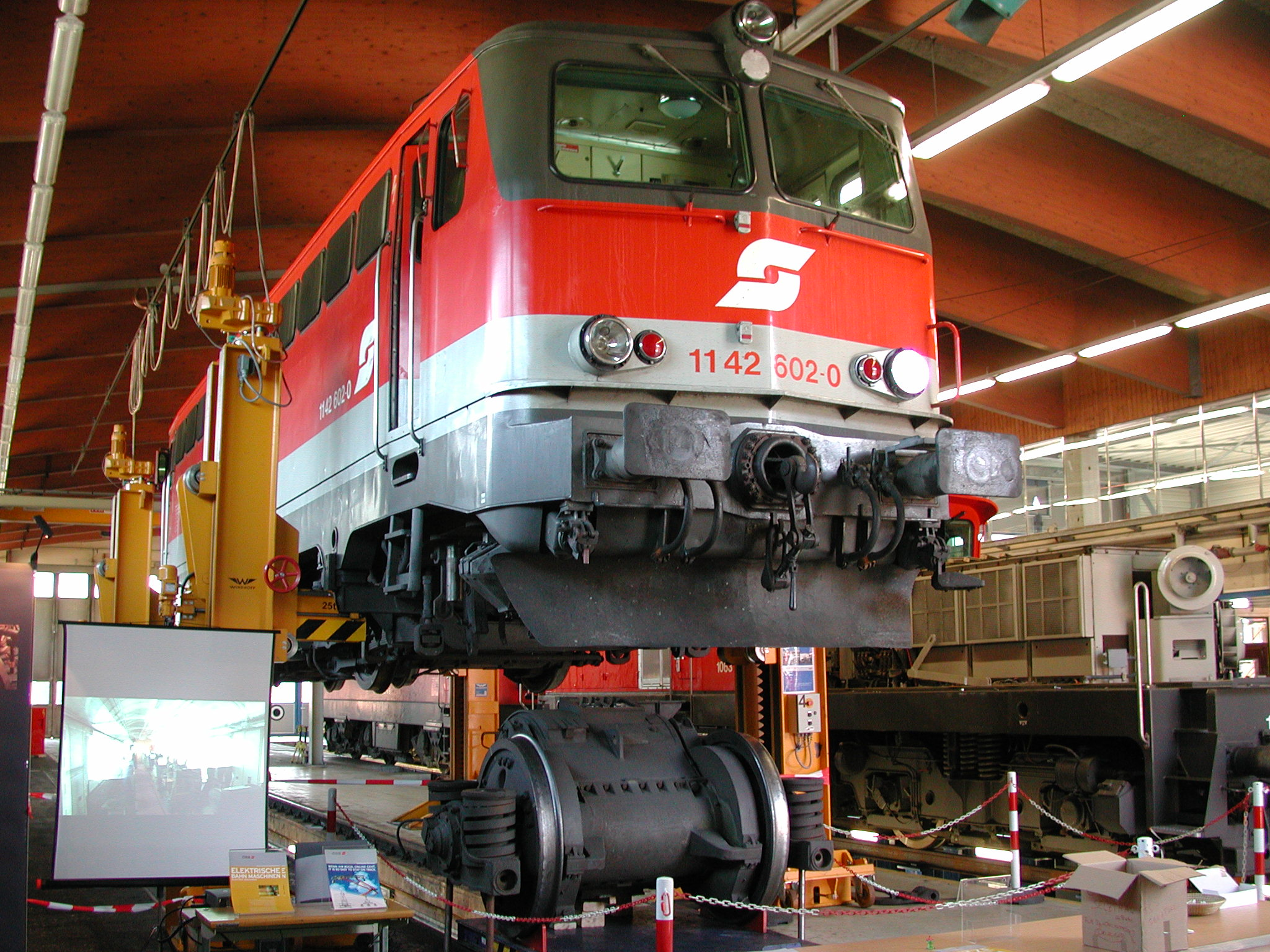
Aufgebockte 1142 602 mit ausgebautem Fahrmotor (Neue Scheinwerfer und Griffe, jedoch mit 4 Türen)

Ab Anfang der 1990er Jahre wurden die Loks im Zuge der nach der Teilausbesserung 4 fälligen Hauptausbesserung neben der technischen Revision optisch merklich umgestaltet. Die Scheinwerferkonsolen mit den großen Scheinwerfern und dem Schlusslicht darüber wurden gegen an die ÖBB 1044 angelehnte kleinere mit seitlichem Schlusslicht getauscht. Die Verschiebergriffe wurden verändert angeordnet und das Umlaufblech ist seitlich gekürzt worden. Außerdem sind die Loks im neuen Valousek-Design mit umbragrauer Brille bei den Stirnfenstern neu lackiert worden. Ab 1995 wurde im Zuge dieser Arbeiten auch je Führerstand die rechte Einstiegstür verblecht, um das Entstehen von Zugluft am Führerstand zu vermeiden. Ab Ende 1995 wurde im Rahmen dieser HG-Ausbesserung auch der Umbau zur Reihe 1142 durchgeführt.
Die optischen Veränderungen haben nicht nur ein Großteil der Nummerngruppe 1042/1142 531–664 im Zuge der HG-Ausbesserung erfahren, sondern auch einige Loks aus anderen Serien durch Unfallreparaturen in den 1990er Jahren. Dies trifft etwa auf die 1042 008, 011, 018, 036, 038, 051 und 508 zu, die in der HW Linz ebenfalls optisch angepasst worden sind.

## Umbau zur 1142

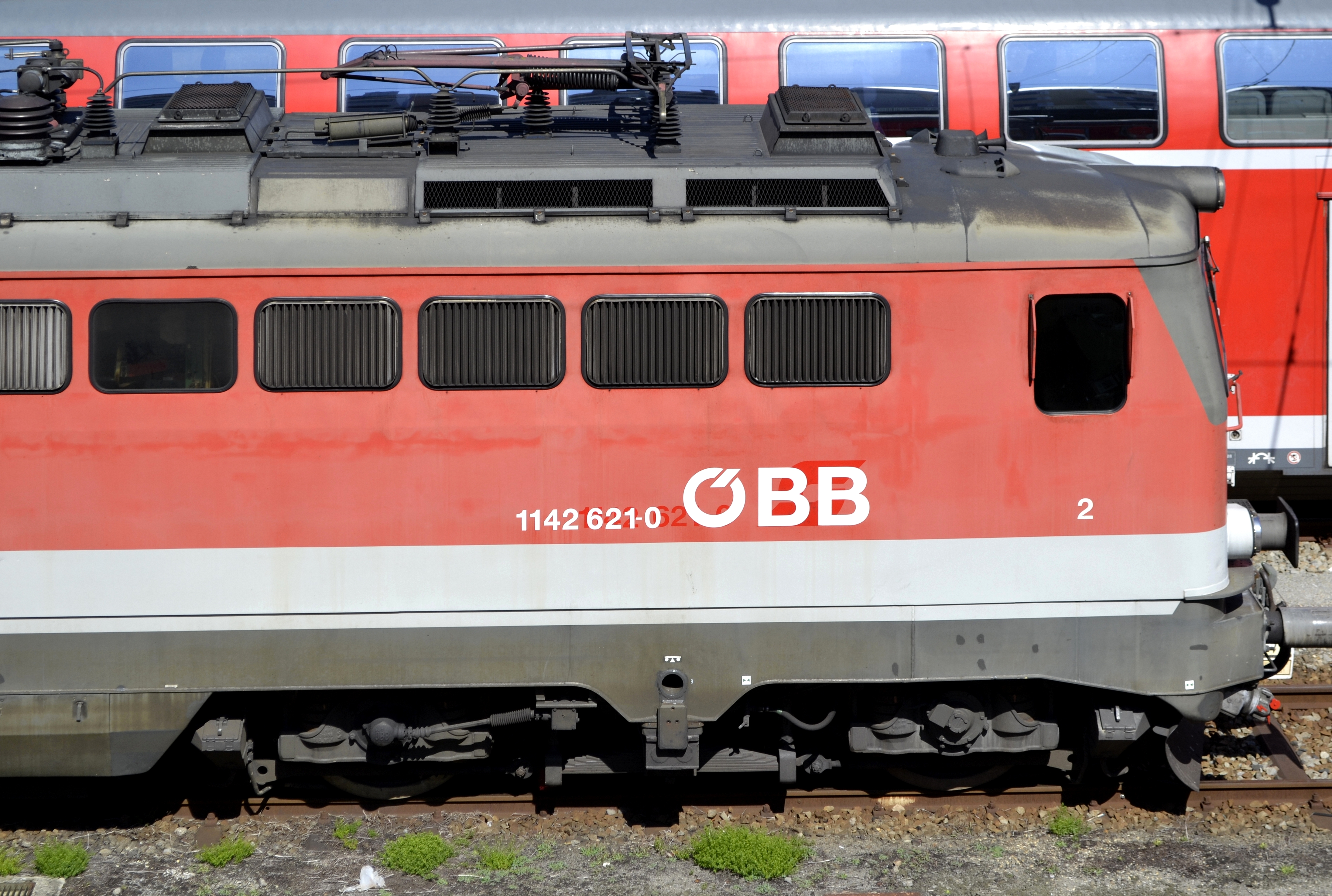
Seitenansicht der 1142 621: verblechte Tür, kleine Scheinwerfer, angepasste Griffstangen

Als in den 1990er Jahren auch bei den ÖBB der Wendezugbetrieb aufkam erachtete man die Loks der Reihe 1042.531ff als besonders geeignet, da diese Baujahr 1969-1977 damals noch vergleichsweise jung waren. So wurden die Loks 1042.531 bis 1042.707 (174 Stück) zwischen 1995 und 2001 bei fälligen Hauptausbesserungen sukzessive durch die ÖBB-Technische Services mit Wendezug- und Vielfachsteuerung ausgestattet und anschließend zur 1142 umbezeichnet. Bereits Anfang der 1990er Jahre wurde bei der Reihe 1042.531ff der Lokkasten im Zuge von Hauptausbesserungen umgebaut. Der Umbau zur Reihe 1142 erfolgte aber nicht nur bei einer HG-Ausbesserung, sondern auch bei fälligen Teilausbesserungen. Dabei wurde das Schlusslicht entfernt und die Konsole durch eine Metallplatte verschlossen, aber nicht komplett entfernt. Die Scheinwerfer wurden durch neue, kleinere mit kleineren Konsolen ersetzt und die Verschiebergriffe neu positioniert. Später wurde auch die Konsole für das dritte Schlusslicht nicht mehr mit einer Blechscheibe verschlossen, sondern komplett entfernt. Zwischen 2002 und 2005 wurden 99 Lokomotiven mit einer Notbremsüberbrückung ausgerüstet, um etwa im Brandfall trotz gezogener Notbremse in einem Personenwagen den Tunnel oder die Brücke verlassen zu können. Außerdem wurde eine Zeit lang bei den zur Hauptausbesserung einberufenen Lokomotiven je Führerstand die rechte Einstiegstür entfernt und verblecht. Die derartig umgebauten Lokomotiven wurden im neuen Valousek-Design lackiert. Die 1142 548 als erste Lokomotive dieser neuen Reihe verließ im April 1996 das ÖBB-Werk TS Linz. Der mechanische Teil blieb unverändert und gleicht daher der Reihe 1042.5, äußerliche Unterschiede sind nur in der Reihennummer zu sehen.

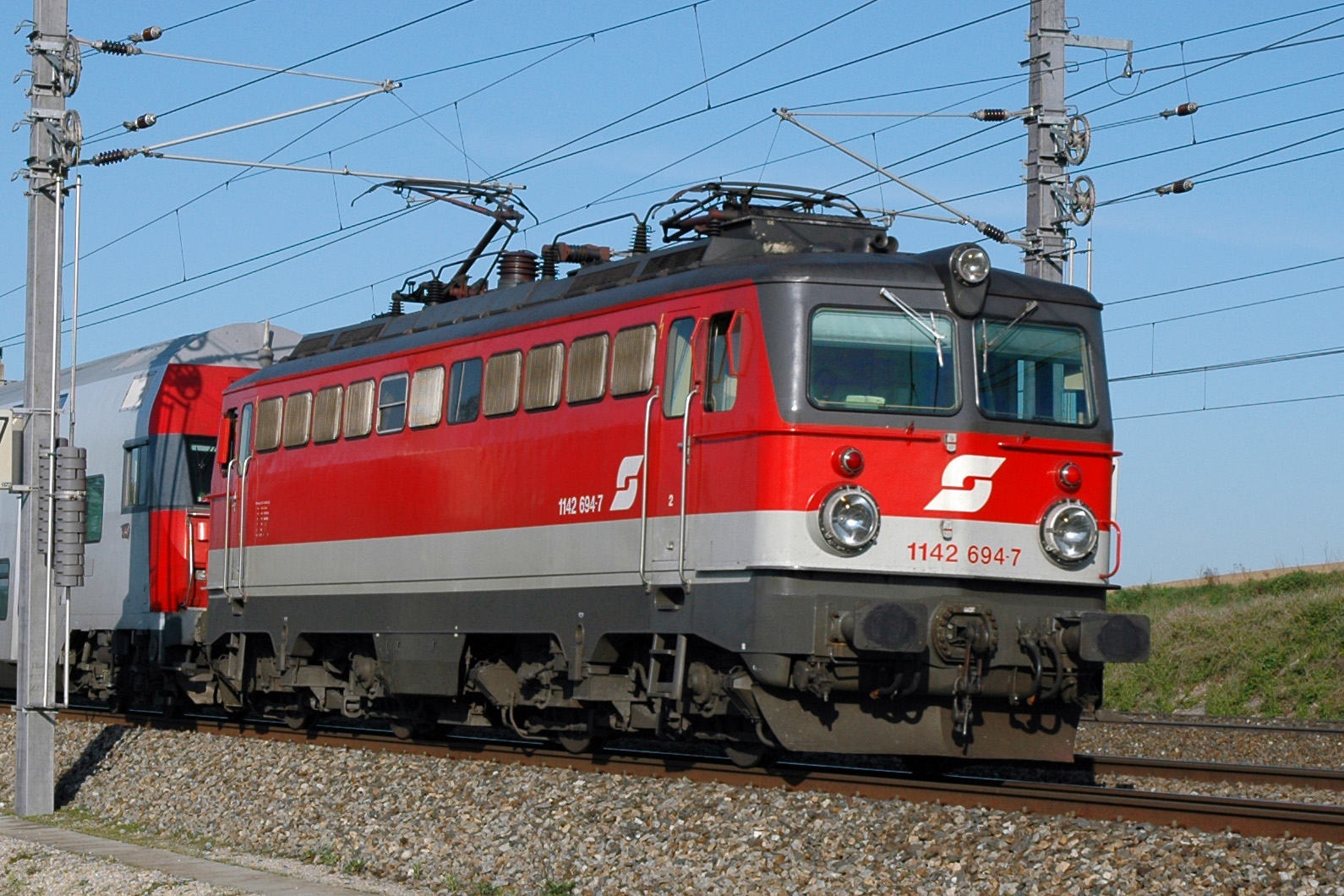
1142 694 im Valousek-Design

Bei jenen Lokomotiven, welche vor 1142 548 eine Hauptausbesserung bekamen, wurden die Fernsteuerkomponenten erst später im Zuge einer Teilausbesserung verbaut. Hierbei wurde optisch an den Lokomotiven bis auf das Entfernen des dritten Schlusslichtes und das Verschließen der dann leeren Konsolen nichts verändert. Da allerdings bei einigen anstehenden Loks bisher kein großer Umbau des Kastens durchgeführt wurde, entstanden dadurch jene Lokomotiven dieser Baureihe, die bis heute die ursprünglichen, großen Scheinwerfer besitzen.

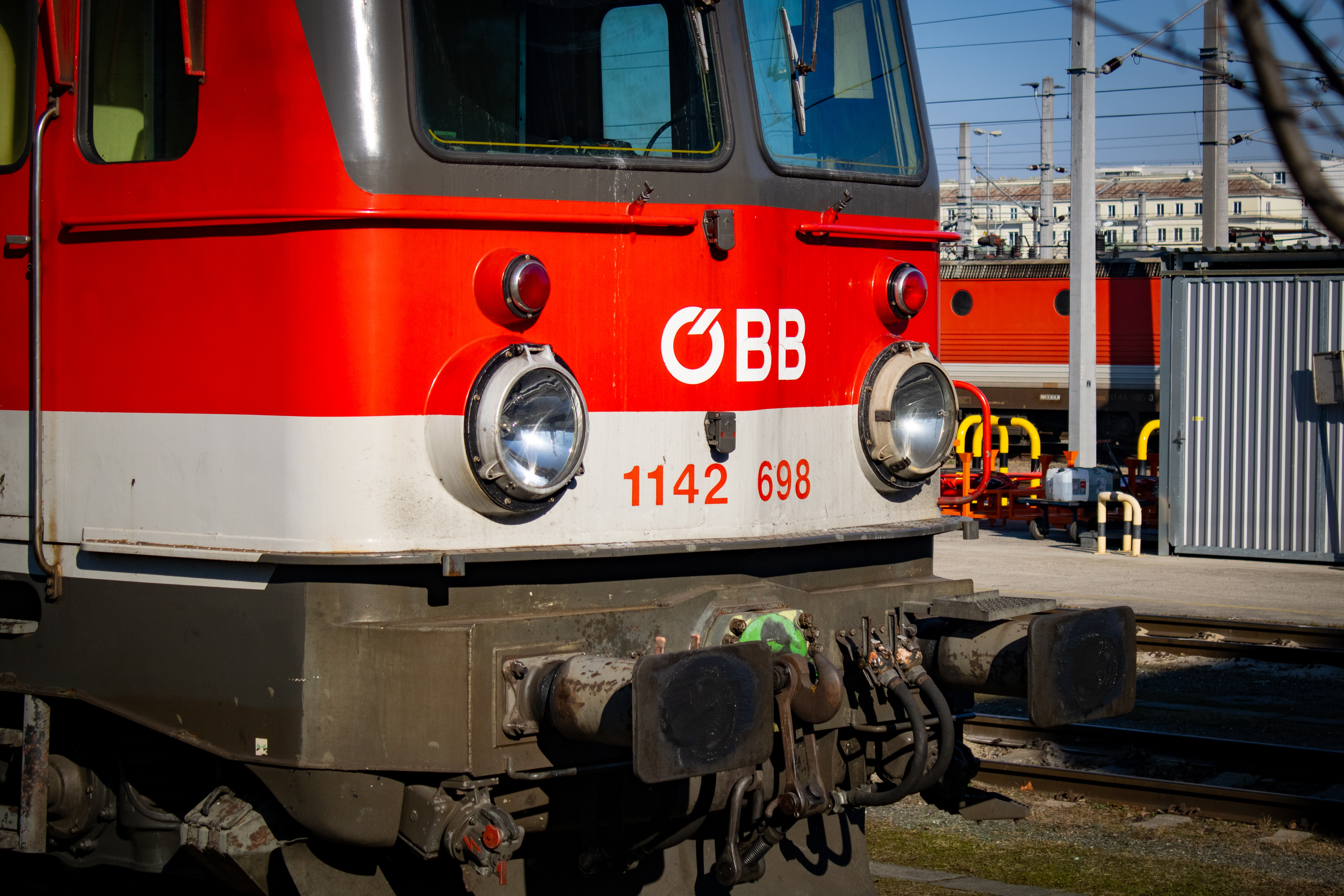
1142 698 gehört zu den Maschinen, bei denen die Scheinwerfer unberührt geblieben sind

Ende Mai 2001 wurde die 1142 676 als letzte Lok der Nummernserie 531 – 707 fertiggestellt und dem Betrieb übergeben. Die Lokomotiven 532, 599 und 652 waren unfallbedingt bereits ausgemustert, wodurch sich Lücken ergeben. Nur ein Jahr später wurden die ersten Lokomotiven kassiert, da mit der ÖBB 1116 Neubaulokomotiven in großer Stückzahl geliefert wurden.
Um das Jahr 2005 herum erhielten die meisten Lokomotiven der Nummerngruppe 665 bis 707, die keine Hauptausbesserung erhalten hatten und bis dahin bis auf die 1142 691 noch im ursprünglichen blutorangen Design im Einsatz standen, eine Teilausbesserung mit Neulack im Valousek-Design. Sie behielten dabei allerdings die großen Scheinwerfer. Einige Lokomotiven wurden allerdings nicht neu lackiert und fuhren bis zur Abstellung in Blutorange mit zum Teil 3 Zierlinien. Im Jahr 2017 sind 1142 564, 566, 575, 623, 679 und 682 die letzten blutorangen Vertreterinnen. Mit der Abstellung von 564 und 682 im Sommer 2019 wurden die letzten beiden blutorangenen 1142 außer Dienst gestellt.
Nachträglich wurde bei einigen Lokomotiven die Zugsicherung Indusi I60 durch eine PZB90-Anlage ersetzt.

## Unfälle

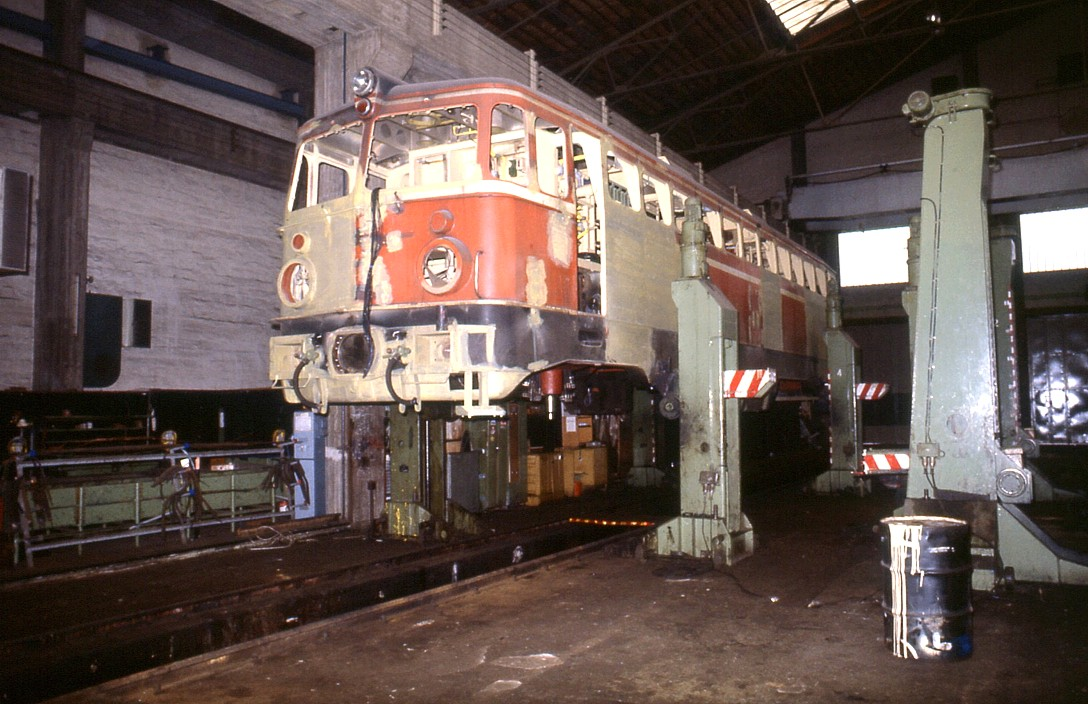
1042.549 anlässlich einer Unfallreparatur in der HW Floridsdorf

Fürnitz, Kärnten – Auffahrunfall wegen falsch gestellter Weiche
Am 3. Mai 1971 fuhr der Schnellzug Rom–Wien geführt von der 1042.574 in Fürnitz an der Karawankenbahn wegen einer falsch gestellten Weiche auf einen von 1110.26 & 1141.03 geführten Güterzug auf. Der Unfall kostete acht Menschen das Leben, 27 Personen wurden verletzt. Die 1141 und 1042 erlitten Totalschaden und wurden gegen Zweitbesetzungen ersetzt.
Wien, Wien – Personenzug überfährt Prellbock
Am 17. August 1981 um 6.34 Uhr fuhr ein mit der 1042.707 bespannter Pendlerzug im Wiener Südbahnhof (Ostseite) wegen menschlichen Versagens mit 30 km/h auf einen Prellbock. Drei Menschen starben, 140 wurden verletzt.
Wels, Oberösterreich – Frontalzusammenstoß mit vielen Verletzten
Am 27. August 1981 wurde beim Frontalzusammenstoß des mit der DB 111.109 bespannten Schnellzuges D 220 „Donau-Kurier“ und dem von der 1042.560 gezogenen Güterzug Dg 44030 in Wels ein Fahrgast getötet, 165 erlitten Verletzungen.
Leobersdorf, Niederösterreich – Eilzug fährt auf Expresszug auf
Am 8. Juni 1982 fuhr auf der Südbahn bei Leobersdorf ein mit der 1042.507 bespannter Eilzug von Graz nach Wien gegen den Schlusswagen des „Romulus“-Express. Die Kollision war auf einen Irrtum zweier Streckenposten zurückzuführen. Der Unfall forderte vier Tote und 45 Verletzte. Die 1042 erlitt Totalschaden.
Rottenmann, Steiermark – Schnellzug stößt mit verlorenen Güterwagen zusammen
Am 14. Dezember 1982 um 21.47 kam es auf der Rudolfsbahn zwischen dem Bahnhof Rottenmann und der Haltestelle Bärndorf-Büschendorf im km 148,88 zum Zusammenstoß des D 511 (München – Salzburg – Graz) mit zwei vom Güterschnellzug 50090 „Hochkönig“ (Graz – Bischofshofen) unbemerkt verlorenen Güterwagen. Dabei wurde der Lokführer auf der 1042.514, die den D 511 bespannte, getötet, zwölf Fahrgäste im Zug erlitten durchwegs leichte Verletzungen.
Neukirchen bei Lambach, Oberösterreich – Kollision zwischen Schnell- und Eilzug
Am 18. September 1987 um 8.39 Uhr kollidierte in Neukirchen bei Lambach an der Westbahn in km 229,2 der Schnellzug Ex 169 „Tirolerland“ mit dem Eilzug E 740. Vier Personen wurden getötet, 77 verletzt. Die beiden Loks, 1044.092 und 1042.652, sind verschrottet worden. Die ÖBB 1044 wurde jedoch mit einem Neukasten unter Verwendung der elektrischen Ausrüstung wieder aufgebaut.
Kindberg, Steiermark – Güterzug mit Regionalzug zusammengestoßen
Am 23. Juni 1990 prallten auf der Südbahn bei Kindberg der Regionalzug 4020 und ein Güterzug frontal zusammen. Unfallursache war eine falsch gestellte Weiche nach Ausfall der Sicherungsanlage im Bf. Wartberg. Der Lokführer des Güterzuges kam beim Unfall ums Leben, weitere 10 Personen wurden zum Teil schwer verletzt. Beide Triebfahrzeuge, 1042 532 und 1042 599, wurden so schwer beschädigt, dass sie ausgeschieden werden mussten. Für die Aufräumarbeiten wurden Bergepanzer des Österreichischen Bundesheeres angefordert.
Linz, Oberösterreich – Eilzug kollidiert mit Lokzug
Am 28. August 1996 kollidierte 1142 548 mit 1141 030. Dabei wurden 50 Reisende verletzt. Der Lokführer des Lokzuges hatte ein „Halt“ zeigendes Signal übersehen. Beide Lokomotiven wurden nach diesem Unfall aus dem Plandienst genommen und später der Alteisenverwertung zugeführt.
St. Pölten, Niederösterreich – Güterzug fährt in Postzug
Am 3. Dezember 1998 rammte ein mit der 1042 011 bespannter Güterzug auf der Fahrt von Kledering nach Salzburg in den frühen Morgenstunden im Bahnhof St. Pölten einen zur Beladung abgestellten, mit 1044 011 bespannten Postzug. Der Triebfahrzeugführer war bei der Fahrt eingeschlafen und überfuhr mehrere Halt zeigende Signale. Die Indusi-Einrichtung des Güterzuges war vor der Abfahrt abgeschaltet und nicht wieder eingeschaltet worden, wodurch keine Zwangsbremsung ausgelöst wurde. Acht Personen wurden leicht verletzt.
Traun, Oberösterreich – Kollision zweier Personenzüge
Am 21. August 2000 wurden bei einem Zusammenstoß zweier Personenzüge mit den führenden Fahrzeugen 1142 613 und 80-73 015 auf der Pyhrnbahn in Traun 48 Menschen verletzt.
Villach, Kärnten – Güterzug fährt in besetztes Gleis
Am 16. November 2001 kam es zu einem Zusammenstoß zweier Güterzüge im Villacher Westbahnhof: Dabei wurde ein Lokomotivführer schwer verletzt. Ursache des Unfalls war die Einfahrt eines Zuges in ein besetztes Gleis. Dabei wurde die 1142 695 derart schwer beschädigt, dass sie an Ort und Stelle verschrottet wurde.
Wampersdorf, Niederösterreich – Bremsversagen eines Güterzugs
Am 26. Februar 2002 prallte auf der Pottendorfer Linie in Wampersdorf ein aus 28 Wagen bestehender Güterzug Sopron–Ebenfurth–Wien Zvbf, bespannt mit der ÖBB 1142 685, auf eine mit 21 Lastwagen beladenen Rollende Landstraße (RoLa) zusammen. Der Begleitliegewagen der RoLa wurde völlig zerstört. Von den 21 Lkw-Fahrern wurden 6 getötet und 15 teils schwer verletzt. Ursache des Unfalls war Bremsversagen. Bereits auf der Fahrt von Sopron nach Ebenfurth zeigte der Zug eine schlechte Bremswirkung, weil der Bremshahn vom dritt- zum vorletzten Wagen geschlossen war und damit die letzten beiden Wagen nicht an der Druckluftbremse angeschlossen waren. Weil in Ebenfurth nach dem Richtungswechsel die Bremsprobe nicht korrekt durchgeführt wurde, bemerkte man den geschlossenen Bremshahn nicht, und 26 Wagen des gewendeten Zuges waren ungebremst. Die 1142 685 wurde nach dem Unfall instand gesetzt und behielt dabei sogar ihr blutoranges Farbkleid. Eine der beiden Fronten, die besonders stark in Mitleidenschaft gezogen worden war, ist dabei mit kleinen Scheinwerfern aufgebaut worden, während die zweite Seite das ursprüngliche Aussehen mit den großen Scheinwerfern behielt. Somit hat diese Lok zwei unterschiedliche Fronten. Sie existiert mit dieser Besonderheit bis heute, wurde jedoch im Dezember 2022 abgestellt und verweilt in Linz.
Kleinreifling, Oberösterreich – Zug fährt in Felssturz, Lok stürzt ab
Am 8. Oktober 2002 fuhr auf der Rudolfsbahn zwischen Kleinreifling und Schönau an der Enns der Güterzug 56266 in einen Felssturz. Die Lokomotive 1042 516 stürzte über eine 15 Meter hohe Mauer zur Enns ab. Der Triebfahrzeugführer kam beim Unfall ums Leben. Die Bergung der verunfallten Fahrzeuge gestaltete sich wegen der schlechten Zugänglichkeit der Unfallstelle schwierig.
Sämtliche angeführte Unfälle sind aus dem Artikel Liste von Eisenbahnunfällen in Österreich.

## Ausmusterung

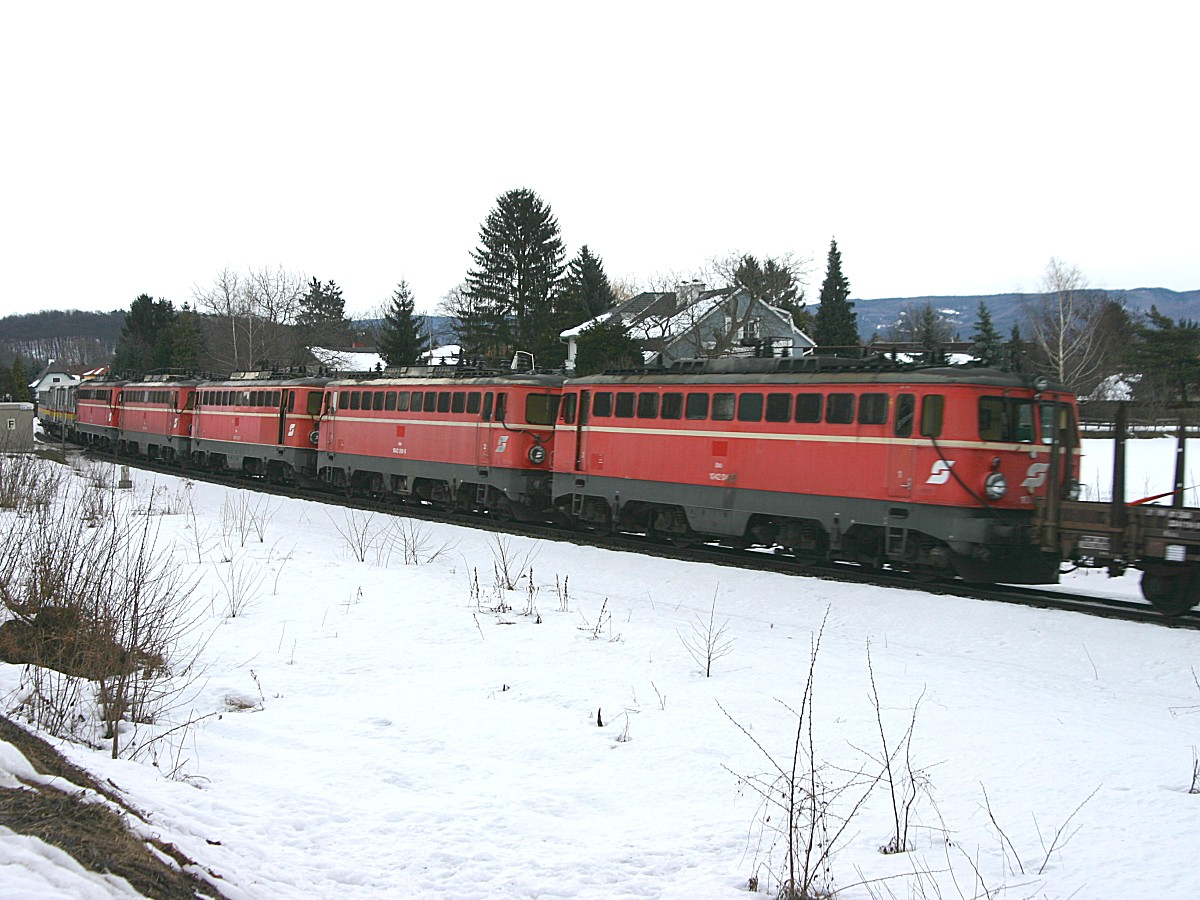
Fünf ausgediente Loks Ende Dezember 2006 am Weg zur Verschrottung in Fürstenfeld, darunter auch die Mutter aller 1042: 1042 001

Bereits 1982 musste 1042 507 unfallbedingt ausgemustert werden. Bis 2003 folgten 652; 532; 599; 516 und die bereits umgebauten 1142 548 und 695, welche einen teils irreparablen Unfallschaden erlitten. Mit der umfangreichen Erneuerung des Fuhrparkes bei den ÖBB ab etwa Mitte der 1990er Jahre wurde die 1042 durch neu gelieferte Maschinen der Taurus-Familie (ÖBB 1016/1116) abgelöst und in untergeordnete Dienste verdrängt. 2002 wurden die ersten 1042 und 1142 abgestellt und ausgemustert. Mit Stand Anfang 2007 war die Reihe 1042 der älteste elektrische Lokomotivtyp auf dem Normalspurnetz der ÖBB und mit fortgesetzter Ausmusterung nur noch in geringer Stückzahl vorhanden. 2012 wurden die letzten Loks der Reihe 1042 an WRS verkauft. Einige wurden zu Vorheizanlagen umgebaut, wurden inzwischen jedoch teilweise verschrottet.
Die Ausmusterung der Reihe 1142 zieht sich, mit immer wieder steigenden und sinkenden Stückzahlen, bis heute. Sie ist mit über 50 Jahren Dienstzeit die aktuell älteste Fahrzeugtype im gesamten Fuhrpark der ÖBB und übernimmt trotz dessen auch noch heute zum Teil hochwertige Aufgaben im nationalen Fernverkehr.

## Verbleib

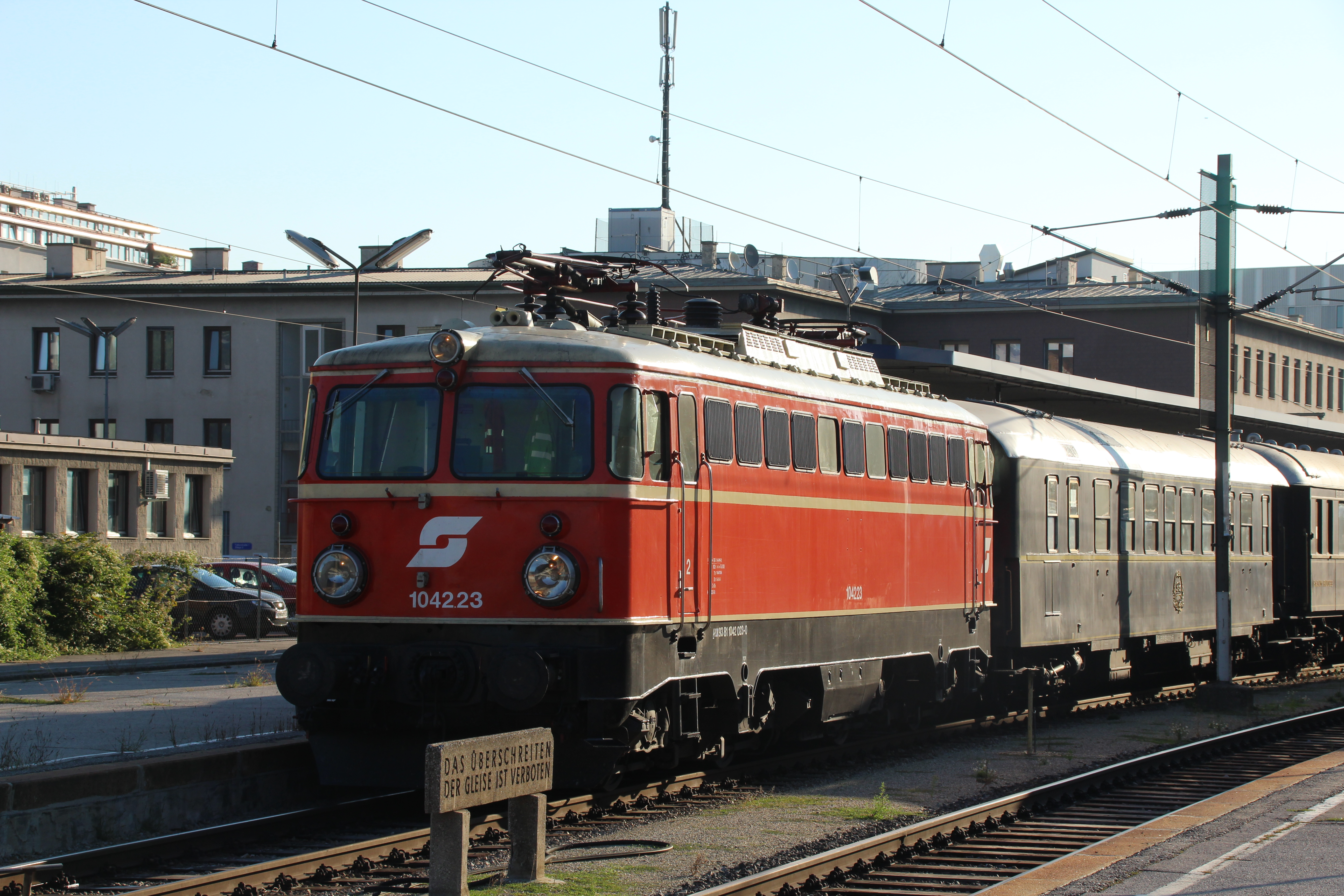
1042.23 von ProLok am Wiener Westbahnhof (letzte 1042 mit Eckfenstern)

### Aktiver ÖBB-Bestand
Im Jahr 2024 befinden sich nach wie vor etwa 30 Maschinen im Bestand der ÖBB. Davon sind allerdings über 20 zum Teil seit Jahren hinterstellt und nicht in Betrieb.
Aktiv für den Einsatz vorgesehen sind im März 2024 noch sieben Maschinen, wobei diese Zahl steigen und sinken kann. Je nachdem ob ein Reaktivieren von Loks eine gewisse Dringlichkeit erreicht, ist eine Rückholung abgestellter Maschinen möglich und kam vor allem in den Jahren 2019 bis 2022 häufiger vor.
Die folgende Tabelle zeigt alle Loks, die noch im ÖBB-Bestand vorhanden sind.
| 1142 | Nummer | Aktiv/Steht              |
| ---- | ------ | ------------------------ |
| 1142 | 586    | Steht dauerhaft          |
| 1142 | 596    | Steht dauerhaft          |
| 1142 | 598    | Steht (Räumerlok)        |
| 1142 | 601    | Steht dauerhaft          |
| 1142 | 608    | Steht dauerhaft          |
| 1142 | 616    | Steht dauerhaft          |
| 1142 | 618    | Steht dauerhaft          |
| 1142 | 624    | Steht dauerhaft          |
| 1142 | 625    | Steht dauerhaft          |
| 1142 | 627    | Steht (wartet auf Frist) |
| 1142 | 631    | Steht dauerhaft          |
| 1142 | 632    | Aktiv                    |
| 1142 | 634    | Steht dauerhaft          |
| 1142 | 636    | Steht dauerhaft          |
| 1142 | 638    | Aktiv                    |
| 1142 | 639    | Steht dauerhaft          |
| 1142 | 640    | Steht dauerhaft          |
| 1142 | 647    | Steht dauerhaft          |
| 1142 | 665    | Steht dauerhaft          |
| 1142 | 667    | Steht dauerhaft          |
| 1142 | 668    | Steht dauerhaft          |
| 1142 | 683    | Aktiv                    |
| 1142 | 684    | Steht (wartet auf Frist) |
| 1142 | 685    | Steht dauerhaft          |
| 1142 | 688    | Steht dauerhaft          |
| 1142 | 693    | Steht dauerhaft          |
| 1142 | 694    | Steht dauerhaft          |
| 1142 | 698    | Aktiv                    |
| 1142 | 707    | Steht dauerhaft          |

Ende 2023 wurden 1142 601 und 1142 640 abgestellt. 1142 598 erreichte mit Anfang Juni 2024 die Kilometerlaufleistung.

### Verkaufte Loks

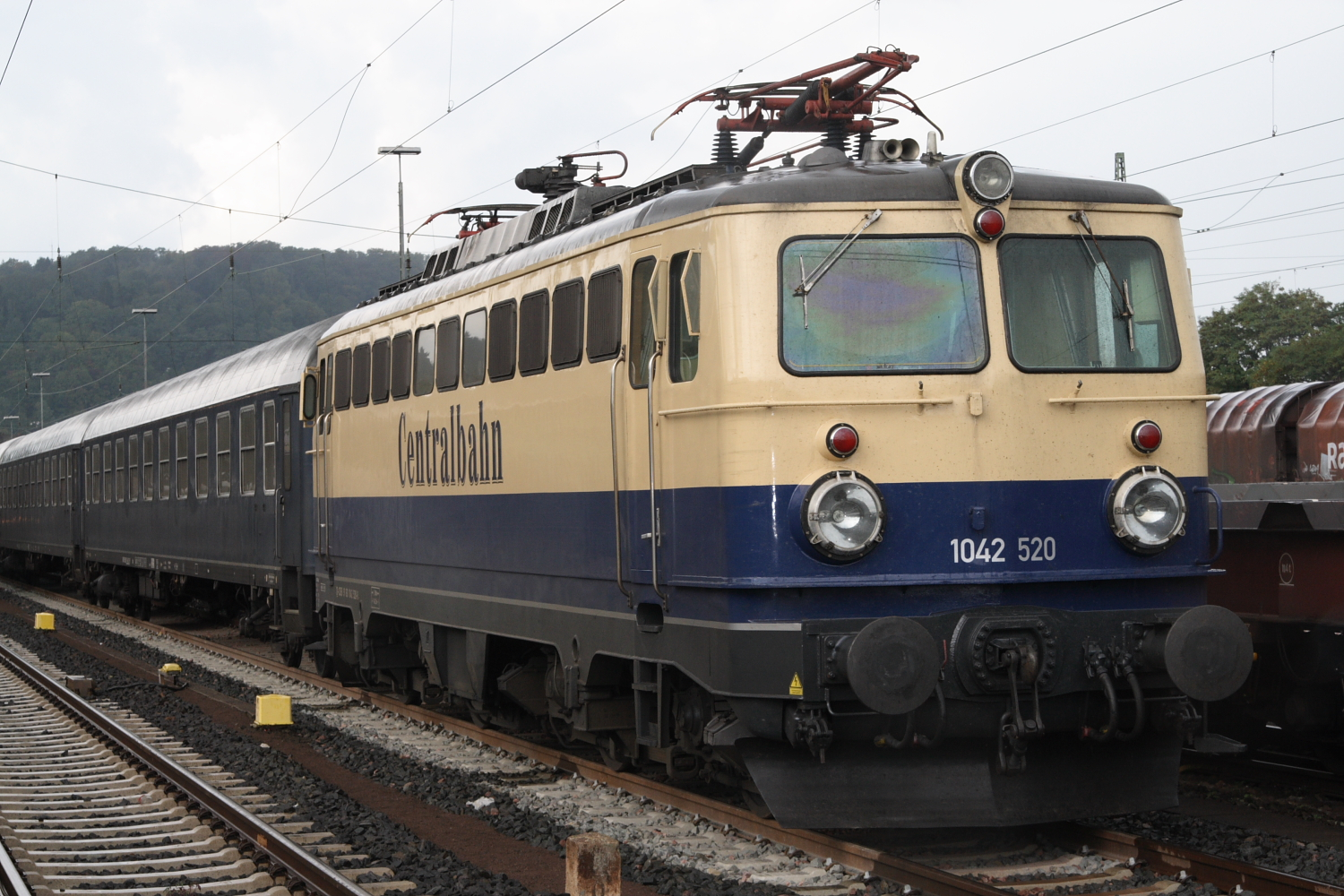
1042 520 der Centralbahn AG

Die Stückzahl verbliebener 1042 ist gering:
- 1042 520 wurde 2006 an die Centralbahn AG verkauft.
- 1042 518 ist im Besitz der ÖGEG
- 1042 005 ist im Südbahnmuseum in Mürzzuschlag zu sehen.
- 1042 007, 013, 018, 020, 032, 033, 034, 036 und 041 wurden 2012 an das Schweizer EVU WRS Widmer Rail Services verkauft. Bis auf 1042 007 sind inzwischen alle verschrottet. Die 1042 007 wurde an die OeBB (Oesingen-Balsthalbahn) abgegeben.
- 1042 023 ist im Besitz von ProLok

Deutlich zahlreicher findet man verkaufte Maschinen der Reihe 1142 vor.

#### Steiermarkbahn

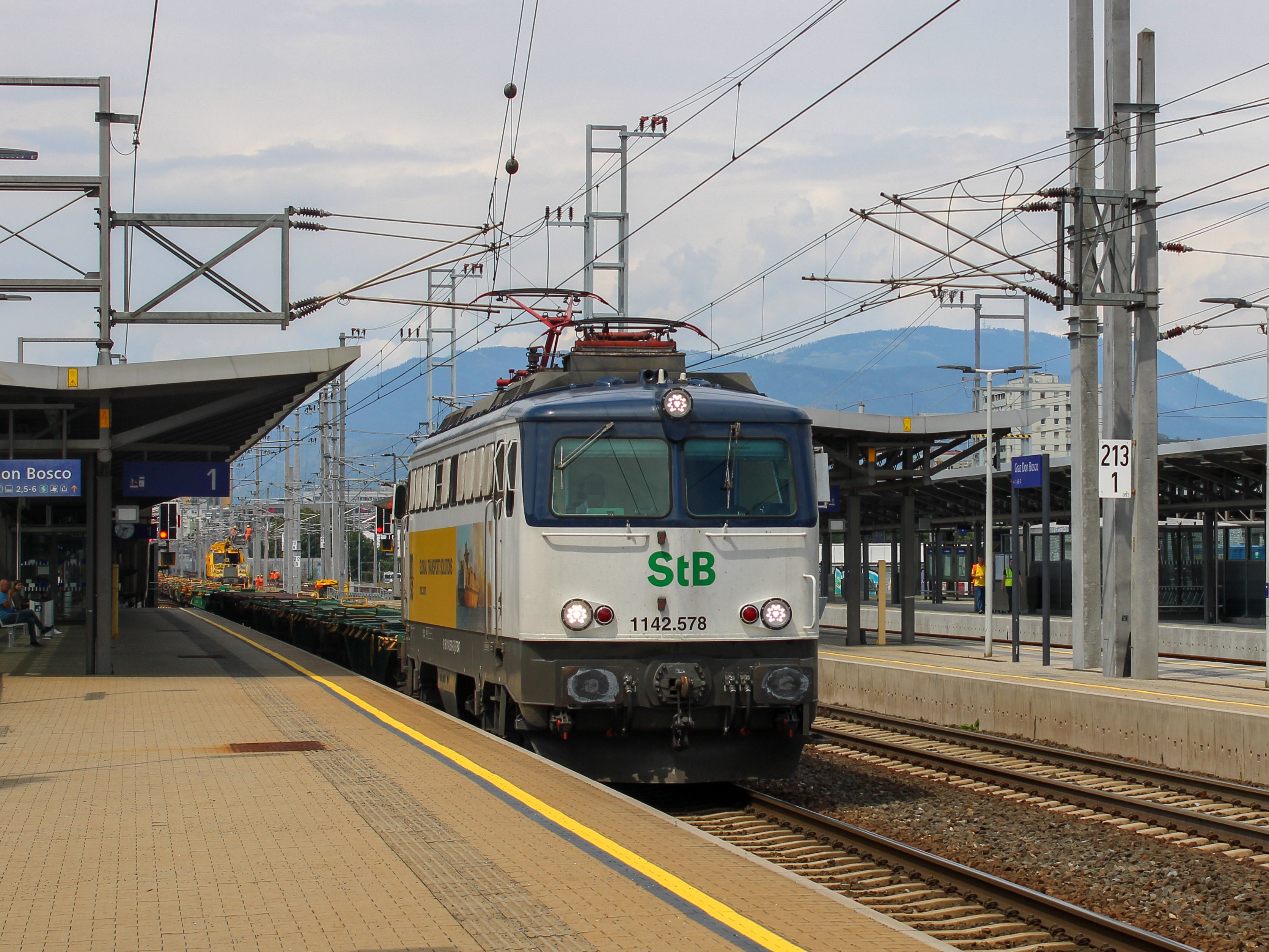
1142 578 der Steiermarkbahn

Seit Herbst 2018 besitzt die StB TL die vormals bei ESG im Einsatz befindlichen Lokomotiven 1142 562 und 578 und verwendet sie im österreichischen Binnenverkehr sowie im grenzüberschreitenden Verkehr nach Deutschland. Im Sommer 2019 hat die STB zusätzlich die bei den ÖBB seit längerer Zeit abgestellten 1142 613, 623 und 628 gekauft. Während Erstgenannte bereits im STB-Schema unterwegs ist, stehen 623 und 628 abgestellt im STB Cargoterminal in Kalsdorf bei Graz und warten auf ihre Aufarbeitung.

#### Grampetcargo Austria

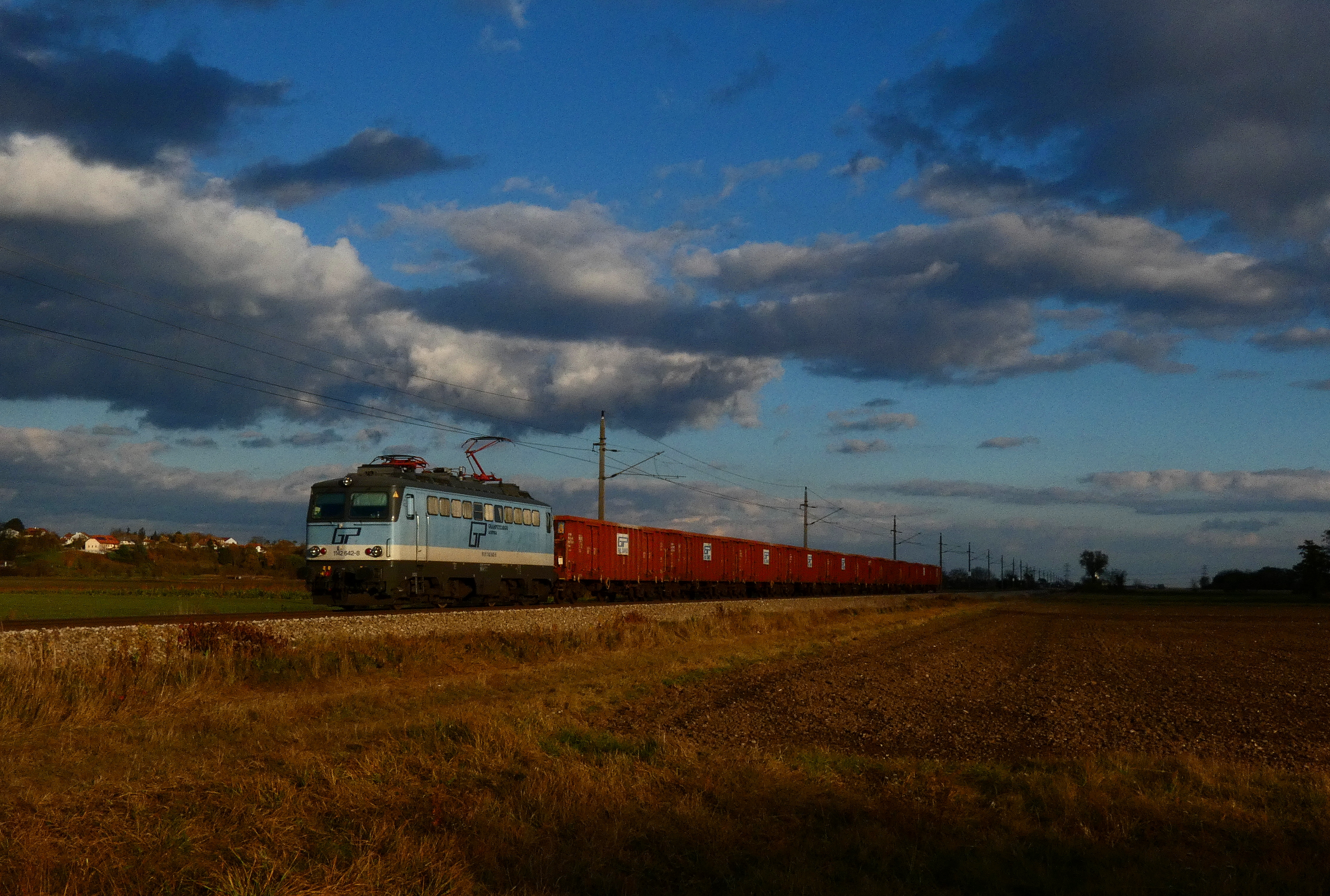
1142 642 mit einem Güterzug für Grampetcargo Austria.

Das österreichische Tochterunternehmen des rumänischen Transportunternehmens hat 2017 die ex ÖBB 1142 630 und 696 erworben und in Rumänien aufarbeiten lassen. Dort sind die Lokomotiven auch in hellblau/hellgrau lackiert worden. Die Lokomotiven waren ab Mitte 2018 hauptsächlich im Osten Österreichs im Einsatz.
Im März 2020 kamen 1142 642, 646 und 656 hinzu, nachdem sie in Rumänien aufgearbeitet und in Straßhof wieder in Betrieb gesetzt worden sind.
Einige Jahre später meldete das Unternehmen Konkurs an. Die Maschinen waren eine Zeit lang in Österreich verstreut hinterstellt und wurden schlussendlich Anfang 2025 zusammengesammelt und nach Rumänien überstellt.

#### ProLok

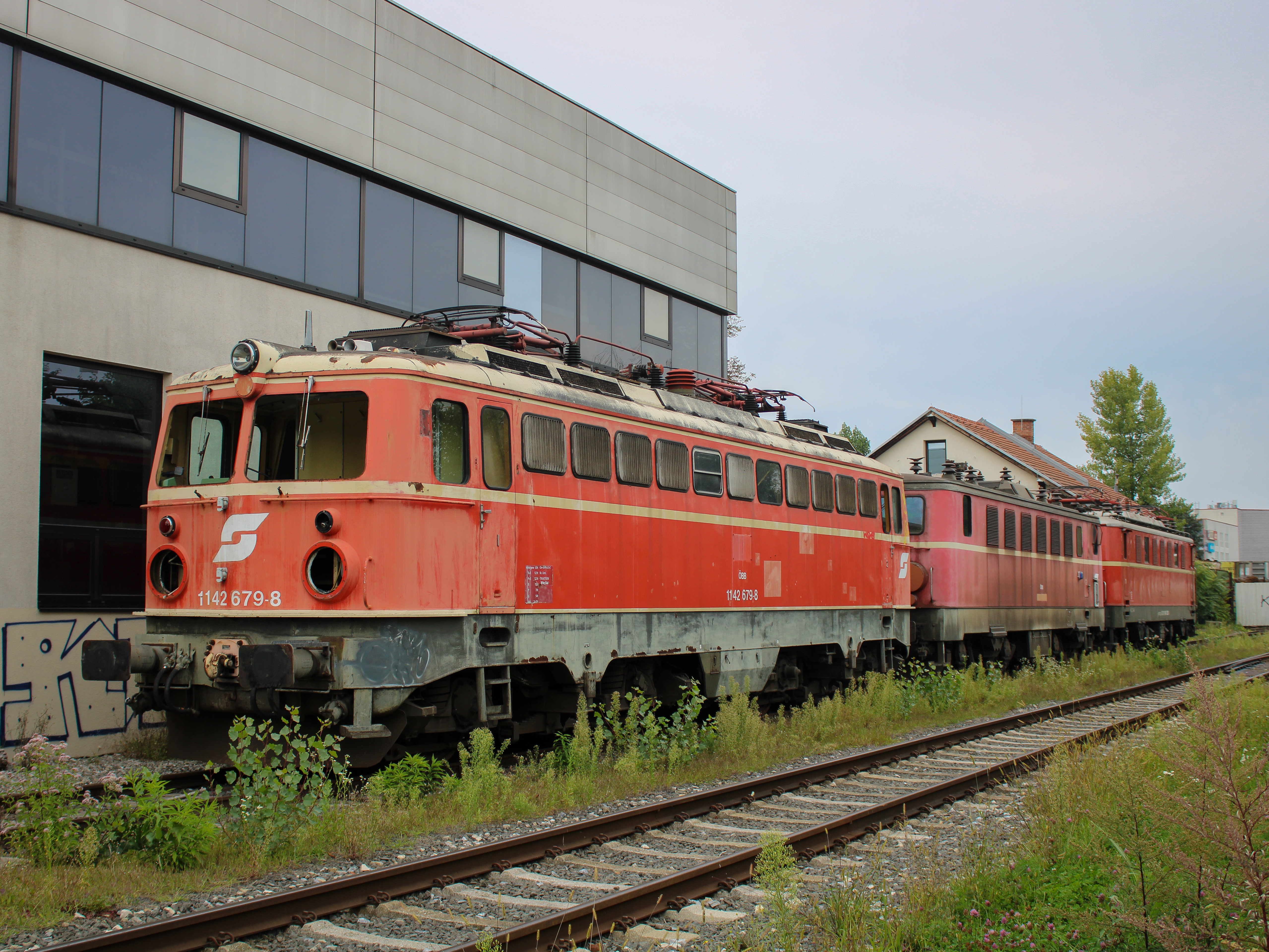
ProLok 1142 679 am Abstellgleis der Firma Schrottwolf in Graz, kurz vor der Verschrottung.

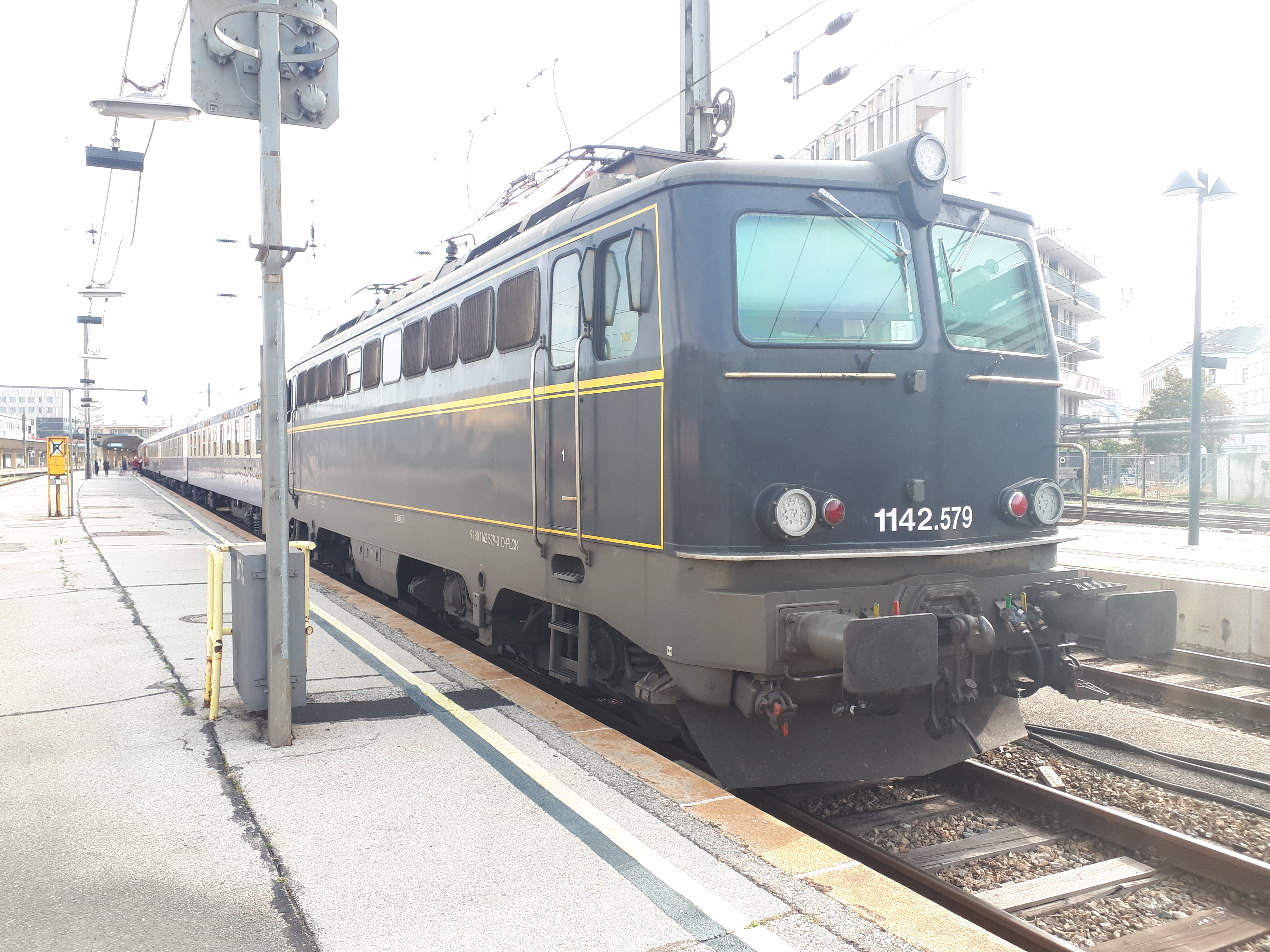
1142 579 im September 2023 in Wien Westbahnhof

Die Lokomotiven 1142 617, 671 und 679 (letztere verschrottet 2021) sind von den ÖBB erworben worden, die 1142 579 und 635 sind von der deutschen Privatbahn Northrail (s. u.) gekauft worden und nach Österreich zurückgekehrt. Die blutorange 1142 679 diente als Ersatzteilspender und stand in Wien-Ottakring.
Am 6. September 2021 wurde sie gemeinsam mit 1041 202 und 1141 019 nach Graz überstellt, wo sie Ende 2021 verschrottet wurde. Die anderen vier Lokomotiven sind im Einsatz. 2021 kamen 614, 655 und die Unfalllok 705 hinzu.
Ende 2023 wurde 1142 651 gekauft.

### Deutschland
Der Eisenbahndienstleister ESG aus Bietigheim-Bissingen verfügte über zwei Maschinen (562 und 578). Diese sind 2018 an die Steiermarkbahn verkauft worden und nach Österreich zurückgekehrt.
Der Sonderzuganbieter Centralbahn AG ist in Besitz von 1042 520 und 1142 704.
Der Lokvermieter Northrail erwarb 1142 579 und 635.
Diese wurden Anfang 2018 nach Österreich an ProLok verkauft.

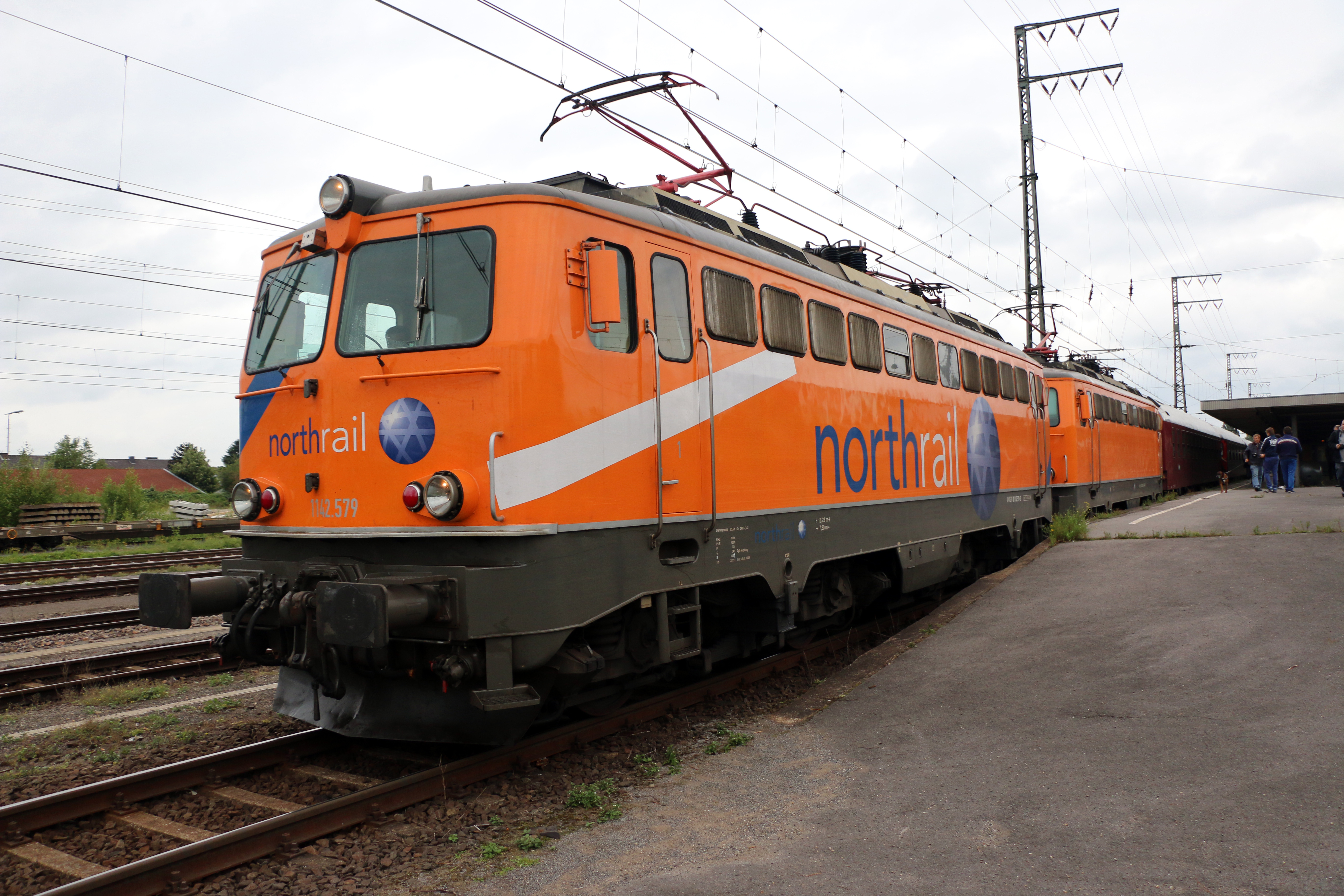
1142 579 von Northrail

Die Schienenverkehrsgesellschaft Stuttgart setzt seit Juni 2014 die Maschine 1142 654 für eigene Sonderzüge ein.

### Schweden
Insgesamt zwölf dieser Lokomotiven hat das schwedische Eisenbahnverkehrsunternehmen Hector Rail um das Jahr 2006 gekauft. Die Baureihenbezeichnung in Schweden ist 142. Es handelt sich um die Lokomotiven 1142.661, 645, 660 (142.001–003), 1142.551, 558, 563, 588, 629, 650 (142.104–108, 110) und 1142.605, 657 und 590 (142.209, 211 und 212). 142.107 erlitt am 23. Juni 2011 einen Brandschaden.